# Castillo de Neuchâtel
El castillo de Neuchâtel es un antiguo palacio situado en el centro de la ciudad suiza de Neuchâtel, capital del cantón homónimo. Está construido sobre un espolón rocoso entre el lago de Neuchâtel y el río Seyon (hoy canalizado), junto a la Colegiata, y domina la ciudad, a la que da nombre. Se accede a él desde el centro urbano por la rue du Château.
Construido a finales del siglo X, era en su origen una residencia señorial situada en el interior de una fortificación más amplia, y a lo largo de los siglos ha experimentado numerosas transformaciones y ampliaciones. Destacan el ala sur románica, con una fachada ricamente decorada, la «Sala de María de Saboya» y la «Sala de los Estados», decorada con los escudos de armas de los soberanos y gobernadores de Neuchâtel.
Su historia está indisolublemente ligada a la de los soberanos de Neuchâtel, ya que ha sido la sede del poder regional desde el siglo XI y aún hoy alberga el gobierno y parte de los servicios administrativos de la República y Cantón de Neuchâtel. Está abierto al público y se organizan visitas guiadas.

## Etimología

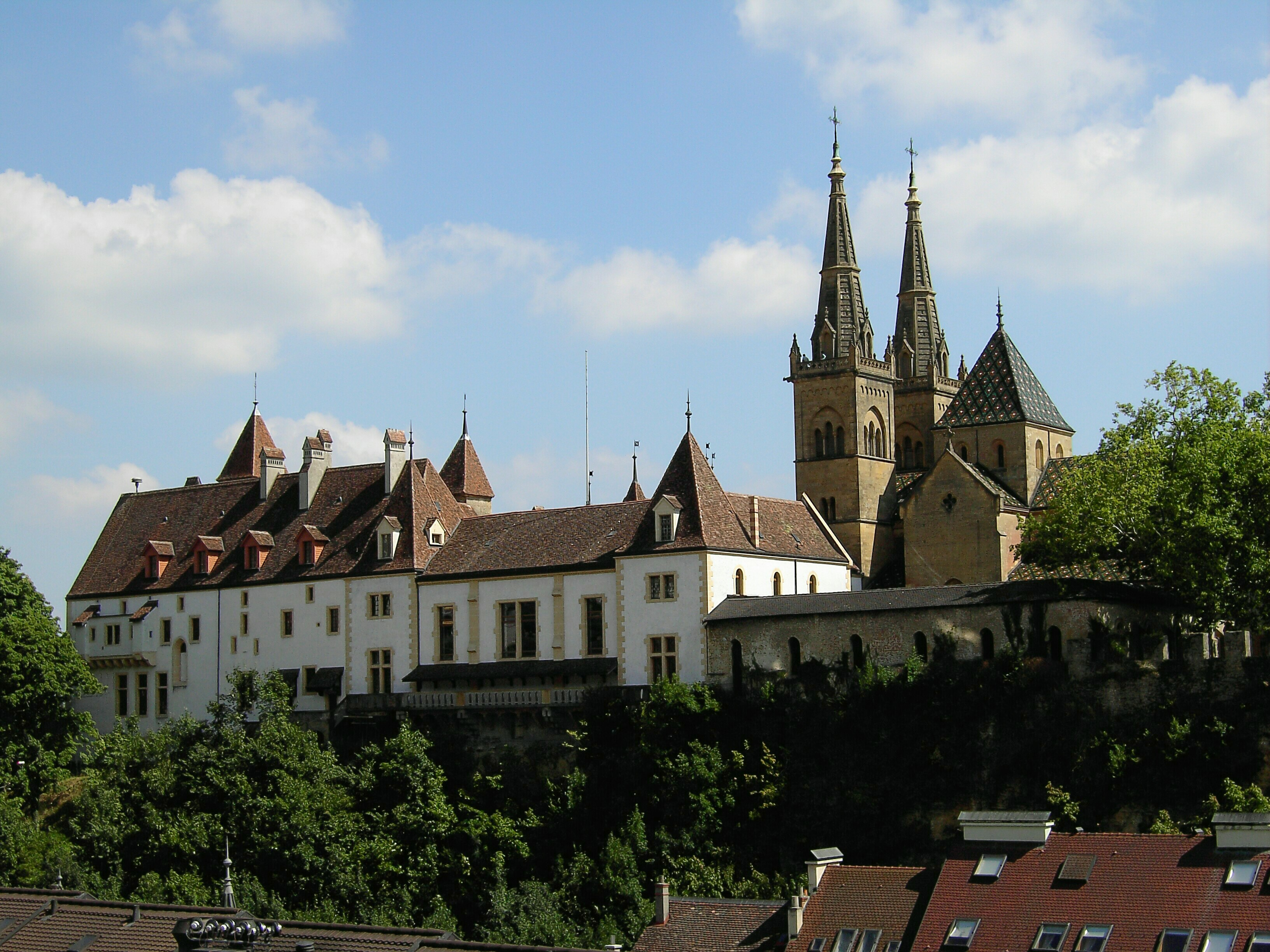
El Castillo de Neuchâtel y la Colegiata.

En el siglo XII, el conjunto es mencionado como Novum Castellum y más tarde como Novum Castrum («Castillo Nuevo»); en el griego culto del siglo XVI se denominó Neocomum y en francés antiguo o franco-provenzal antiguo Nuefchastel, Neufchastel o Neufchatel, de donde progresivamente acabó derivando en Neuchâtel a mediados del siglo XVIII.
Aparece mencionado en las fuentes escritas medievales germánicas como Nienburg, Nuvenburch o Nuewenburg, y evolucionó a Neuenburg en el alto alemán moderno (desde 1725).

## Historia

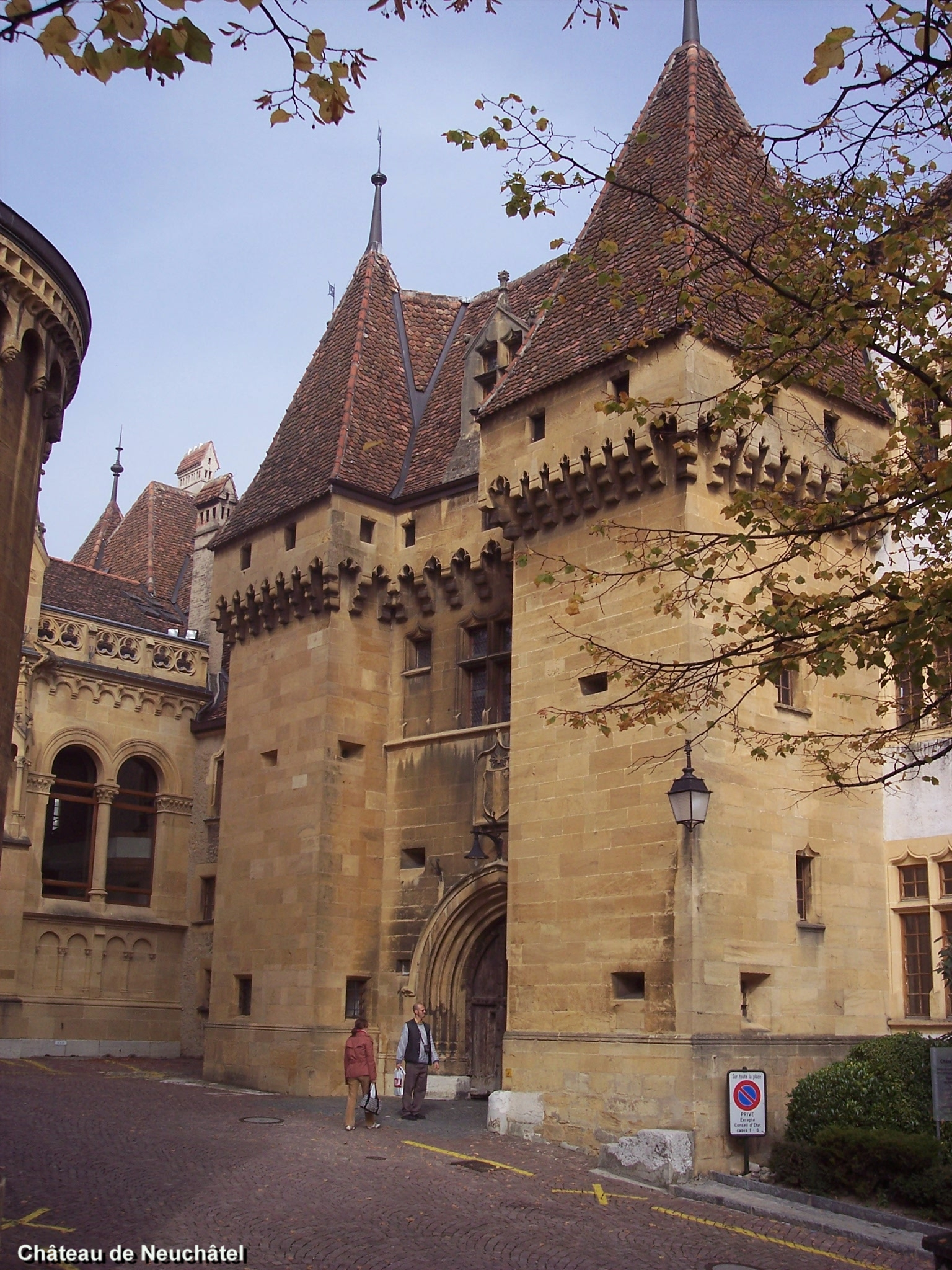
La entrada al castillo.

La fortificación primitiva, residencia del Reino de Borgoña, data del siglo X, aunque no se conservan vestigios visibles en el exterior. La colegiata y la base románica de la torre sur se remontan a la época de los condes de Neuchâtel. Las partes más antiguas son el torreón y la Torre de los Prisioneros. La Torre de la Diesse data del siglo XII y fue renovada en 1715. La mayoría de los edificios visibles datan del siglo XV.
En 1011, el rey Rodolfo III donó la fortaleza donó a su segunda esposa, Hermengarda. Para esta ocasión, encargó la redacción de un acta en pergamino en la que se menciona por primera vez el nombre de la ciudad. Después de los borgoñones, en 1033 el Novum Castellum, así como la ciudad, pasaron a ser propiedad de los condes de Fenis, emparentados con los señores borgoñones. En 1047 pasó a Ulrico I de Neuchâtel, fundador de los soberanos de Neuchâtel, y a sus sucesores hasta la extinción de la casa con el último heredero varón, Luis I, fallecido en 1373. A continuación la propiedad pasó a manos del conde de Friburgo, Conrado IV, a quien la hija de Luis, la condesa Isabel, había nombrado heredero. A los condes de Friburgo les sucedieron en 1457 los margraves de Hachberg-Sausenberg: el castillo pasó a Rodolfo IV, quien lo legó a su hijo Felipe. Este tuvo una única hija, Juana, que se casó con Luis de Orleans en 1504 y aportó el condado de Neuchâtel a la casa de Orleans-Longueville, próxima a la corte francesa. María de Borbón, viuda de Leonor de Orleans-Longueville, unió el condado de Neuchâtel con el señorío de Valangin a finales del siglo XVI.

Vista de Neuchâtel desde el lago, grabado de Matthaeus Merian (c. 1654).

En 1707, los ciudadanos de Neuchâtel ofrecieron su principado al rey de Prusia, Federico I. En 1806, Prusia se lo cedió a Napoleón Bonaparte, quien lo donó a su mariscal Louis Alexandre Berthier. El 12 de septiembre de 1814, el principado se convirtió en el 21º cantón de la Confederación Helvética, pero al mismo tiempo continuó siendo un principado prusiano hasta el 1 de marzo de 1848, fecha en que se escindió de Prusia y se dotó de su propia constitución.
El 1 de marzo de 1848, los republicanos de Neuchâtel, que habían partido de Le Locle, La Chaux-de-Fonds, Val-de-Travers y La Béroche bajo el mando de Fritz Courvoisier, tomaron el castillo y establecieron un gobierno provisional presidido por Alexis-Marie Piaget. Hijo primogénito del conde de Pourtalès, Luis Augusto de Pourtalès (1796-1870) fue consejero de Estado extraordinario de Prusia y teniente coronel de artillería del Principado de Neuchâtel. Al mando del regimiento de Meuron, atacó el castillo el 3 de septiembre de 1856 para restaurar el gobierno real, pero fracasó, huyó al lago y fue detenido en la zona de Friburgo. No fue puesto en libertad hasta que Prusia renunció a sus derechos de soberanía sobre Neuchâtel con la firma del Tratado de París de 1857.

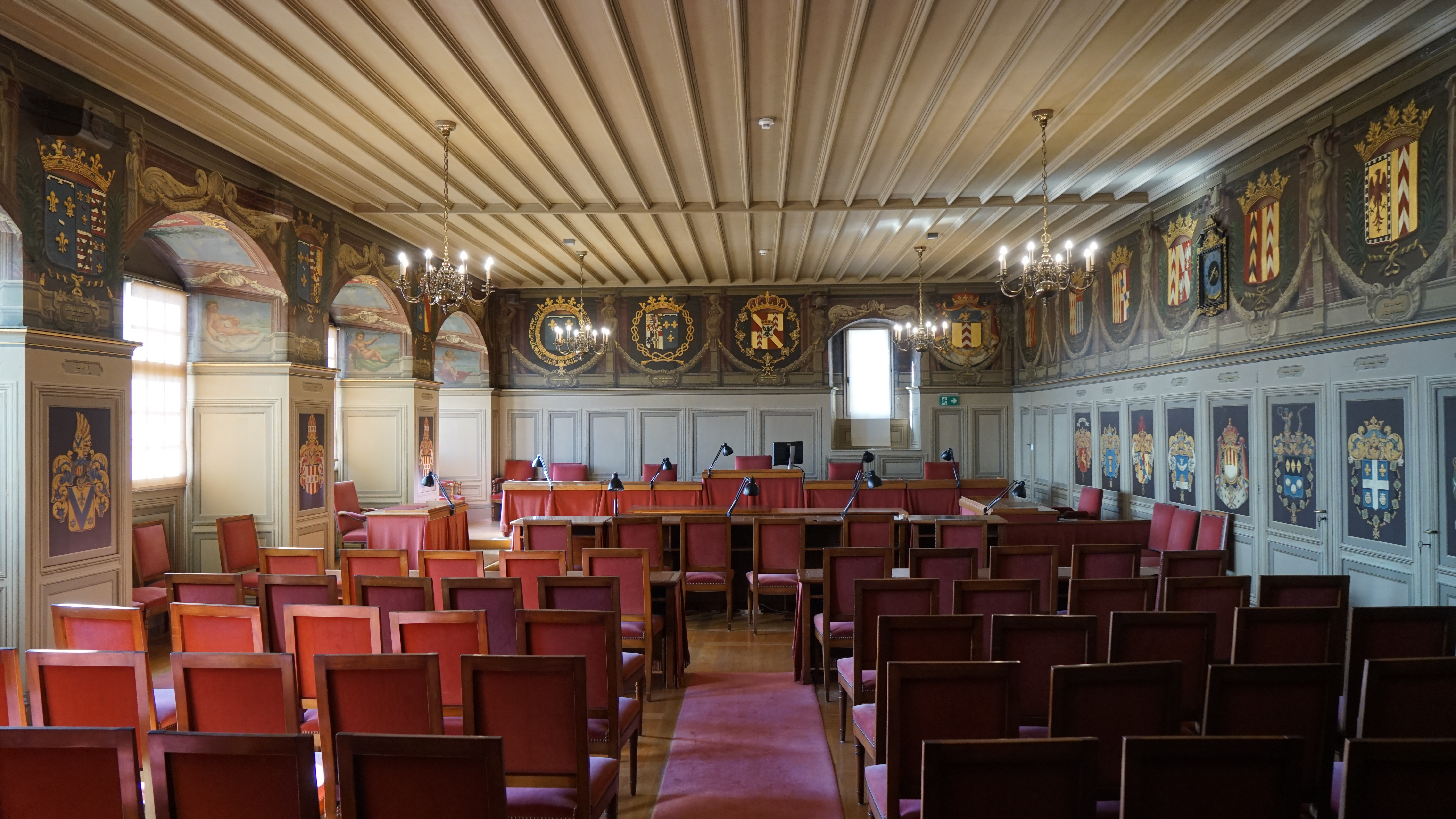
Vista de la Sala de los Estados.

Más tarde, el castillo se convirtió en la sede del gobierno del cantón de Neuchâtel. En la actualidad sigue vinculado al poder regional, pues en él ejercen sus funciones los cinco miembros del Consejo de Estado (el ejecutivo cantonal) y se reúnen los 115 diputados del Gran Consejo (el legislativo cantonal). La justicia cantonal celebra sus audiencias en este lugar, y también tienen aquí sus sedes algunos servicios de la administración cantonal.
Entre 1905 y 1934 se llevó a cabo una profunda restauración del castillo. En el último cuarto del siglo XX se restauraron las fachadas encaladas.